# Kukulje (Czarnogóra)
Kukulje (cyr. Кукуље) – wieś w Czarnogórze, w gminie Bijelo Polje. W 2011 roku liczyła 466 mieszkańców.